# 因斯特魯奇河
因斯特魯奇河是俄羅斯的河流，位於加里寧格勒州，與安格拉普河在切爾尼亞霍夫斯克附近匯合成為普列戈利亞河。
1945年前，因斯特魯奇河地區屬於東普魯士領土。